# Diplusodon subsericeus
Diplusodon subsericeus là một loài thực vật có hoa trong họ Lythraceae. Loài này được Casar. ex Koehne mô tả khoa học đầu tiên năm 1877.